# Eduard Becker (Forstwissenschaftler)
Daniel Heinrich Eduard Becker (* 18. Mai 1792 in Rövershagen; † 26. Januar 1880 in Rostock) war ein deutscher Forstwissenschaftler und Ökonom. Er lehrte an der Universität Rostock.

## Leben
Eduard Becker war der älteste Sohn des Forstinspektors Hermann Friedrich Becker (1766–1852) und dessen Frau Algard Johanna, geborene Krömer (* 1771). Bis Ostern 1811 besuchte er die Große Stadtschule Rostock, anschließend studierte er an der Universität Rostock. Im Zeitraum von 1813 bis 1815 studierte er praktische Forstwissenschaft. 1815/1816 hielt er sich an  der Königs Forstschule in Ruhla auf, im Sommer 1816 in Breslau.
Danach war Becker mit forst- und landwirtschaftlichen Messungen in mehreren Orten beschäftigt. 1820 bis 1841 war er Pächter des Stadtgartens in Oberrövershagen.
Becker ehelichte im Oktober 1821 Caroline Link, die Tochter des Naturwissenschaftlers und Rostocker Professors Heinrich Friedrich Link. Am 13. November 1830 wurde er ordentlicher Professor der Landwirtschaftslehre an der Universität Rostock und lehrte seitdem Ökonomie und Forstwissenschaft. Sein Vorgänger war Lorenz Karsten.
Seit 1873 musste Becker keine Vorlesungen mehr halten, zwei Jahre später trat er freiwillig in den Ruhestand. Nachfolgeprofessor wurde Armin zur Lippe-Weißenfeld. In Rostock verstarb er 1880 im Alter von 87 Jahren.

## Schriften
- Einige Aufgaben der Zins-Rechnung mit Anwendung auf Holz-Taxation. Adler, Rostock 1815.
- Uebersichtliche Darstellung der gegenwärtigen landwirthschaftlichen Verhältnisse der Großherzogthümer Mecklenburg. Ratsbuchdruckerei, Rostock 1841 (Digitalisat der Universität Rostock).
- An Mecklenburgs Hofkatenleute: [Rostock im December 1848]. Rostock 1848.
- Von dem zur Veranlassung landwirthschaftlicher Versuche ernannten Comité werden den verehrlichen Disticten des patriotischen Vereins in diesem Jahr (1852) nachstehende Versuche in der Art proponiert: I. Versuch. Man wünscht eine Vergleichung der Erträge von breitwürfig gesäten und gedrillten Feldbohnen unter sonst gleichen Umständen II. Versuch Welche Culturart des Winterrapses ist die vorteilhaftere? III. Versuch. Wie wirkt der Mergel bei wiederholter Anwendung. Hirsch, Rostock 1852.